# Villebon
Villebon ist eine französische Gemeinde mit 56 Einwohnern (Stand: 1. Januar 2022) im Département Eure-et-Loir in der Region Centre-Val de Loire. Sie gehört zum Arrondissement Chartres und zum Kanton Illiers-Combray. Die Einwohner werden Villebonnais genannt.

## Geographie
Villebon liegt etwa 17 Kilometer westsüdwestlich von Chartres am oberen Loir. Umgeben wird Villebon von den Nachbargemeinden Fruncé im Norden, Cernay im Osten und Südosten sowie Saint-Denis-des-Puits im Süden und Westen.

## Bevölkerung
| Bevölkerungsentwicklung    | Bevölkerungsentwicklung | Bevölkerungsentwicklung | Bevölkerungsentwicklung | Bevölkerungsentwicklung | Bevölkerungsentwicklung | Bevölkerungsentwicklung | Bevölkerungsentwicklung | Bevölkerungsentwicklung |
| -------------------------- | ----------------------- | ----------------------- | ----------------------- | ----------------------- | ----------------------- | ----------------------- | ----------------------- | ----------------------- |
| Jahr                       | 1962                    | 1968                    | 1975                    | 1982                    | 1990                    | 1999                    | 2006                    | 2018                    |
| Einwohner                  | 52                      | 47                      | 65                      | 45                      | 45                      | 72                      | 80                      | 70                      |
| Quellen: Cassini und INSEE |                         |                         |                         |                         |                         |                         |                         |                         |

## Sehenswürdigkeiten
- Schloss (teilweise rekonstruiert) mit Kapelle Sainte-Anne, seit 1927/1981 Monument historique. Schloiss Villebon wurde Ende des 14. Jahrhunderts durch Jeannet d'Estouteville erbaut, kam später unter anderem an die Familien de Beauvau (1421–1503), de Sancerre und de Béthune (hier starb 1641 Maximilien de Béthune, duc de Sully), gehörte von Anfang des 19. bis ins 20. Jahrhundert den Marquis de Pontoi-Pontcarré und seither im Erbgang der Familie Penin de La Raudière. Das Schloss gab Anregung für das fiktive Schloss Guermantes in Marcel Prousts Roman Auf der Suche nach der verlorenen Zeit, das von dem realen Schloss Guermantes nur den Namen hat.

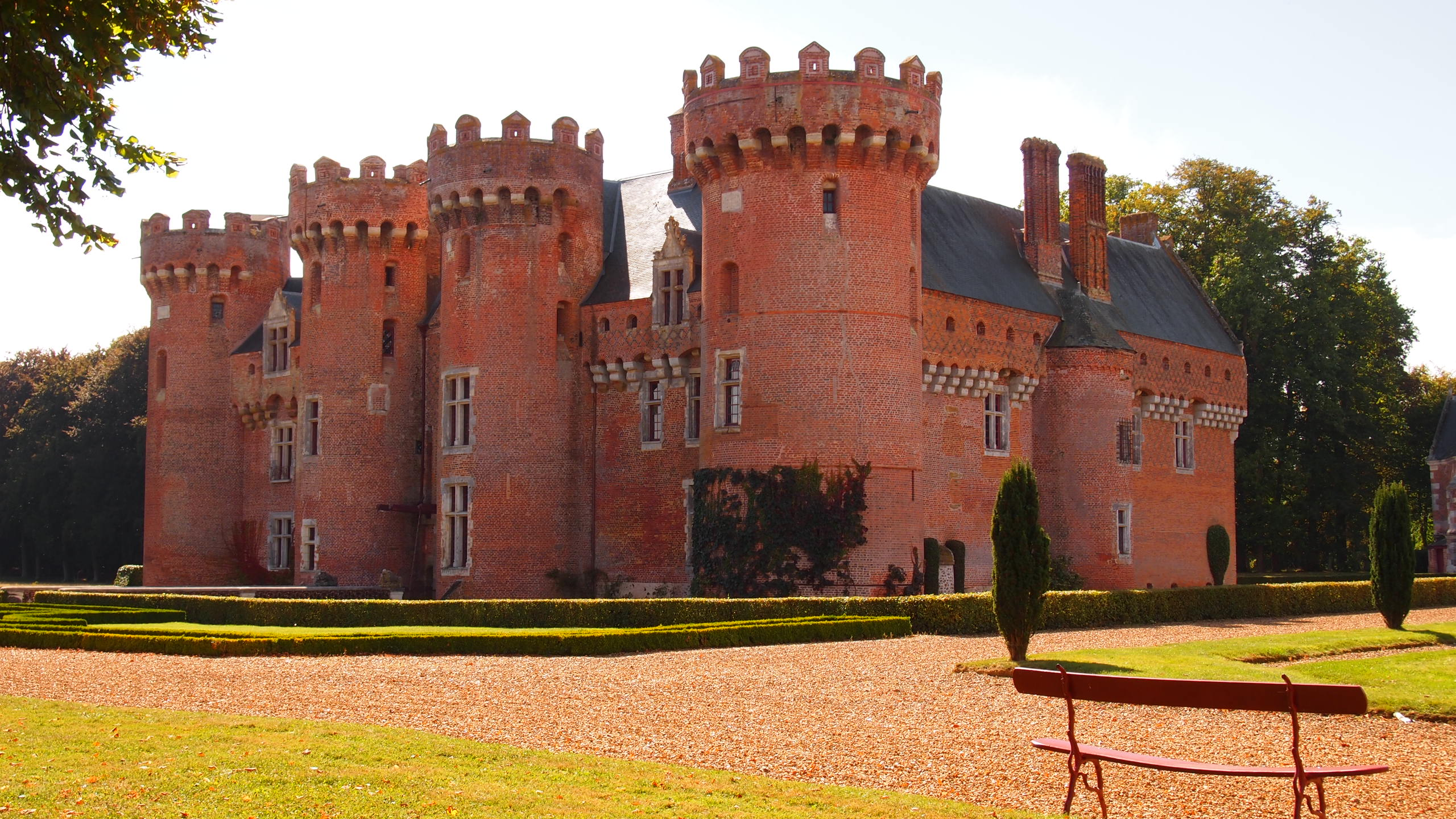
Schloss Villebon

## Gemeindepartnerschaften
Mit Frauenwald (Ortsteil der Stadt Ilmenau) in Thüringen besteht seit 1990 eine Partnerschaft.

## Persönlichkeiten
- Maximilien de Béthune, duc de Sully (1559–1641), Marschall Frankreichs, hier gestorben